# Aviamotornaja (linea 11)
Aviamotornaja (in russo Авиамоторная?) è una stazione della metropolitana di Mosca, posta provvisoriamente sulla linea 15. Inaugurata il 27 marzo 2020 assieme ad un lungo tratto della linea Nekrasovskaja, la stazione serve il quartiere di Lefortovo. Nel 2023 la stazione verrà inclusa nel tracciato della linea 11.